# Bharti Airtel
Bharti Airtel est une entreprise indienne, premier opérateur en téléphonie mobile de l'Inde avec 125 millions d'abonnés en 2009 et 25 % de part du marché. Il est également très implanté en Afrique. La société fait partie de l'indice boursier BSE Sensex.
Le groupe Bharti a été créé en 1976 par Sunil Bharti Mittal pour fabriquer des bicyclettes. C'est aujourd'hui un groupe d'entreprises de classe mondiale dans les télécommunications, les services financiers, le commerce de détail, et l'alimentation.

## Histoire
Bharti a commencé ses services de télécommunications par le lancement de services mobiles à Delhi (Inde) en 1995[réf. nécessaire].
En avril 2010, Bharti Airtel a racheté les filiales africaines du koweïtien Zain pour près de 10 milliards de dollars. Les actifs concernés possèdent 42 millions de clients et un revenu annuel de 3,6 milliards de dollars,.
En juillet 2014, Bharti vend 3 100 pylônes de télécommunications mobiles situées dans 4 pays africains à Helios Towers Africa. En septembre 2014, Bharti vend 3 500 pylônes de télécommunications mobiles situées dans 6 pays africains à Eaton Towers pour un montant inconnu.
Le 13 janvier 2016, Orange et Airtel ont signé un accord portant sur l'acquisition par Orange des filiales d'Airtel au Burkina Faso et en Sierra Leone.
En février 2017, Telenor annonce la vente de ses activités en Inde à Airtel pour un montant non dévoilé.
En août 2024, Altice revend sa participation de 24,5% dans le groupe britannique British Telecom au groupe de telecoms indien Bharti Airtel. Le total de la transaction se monte à 3,5 milliards d'euros.

## Filiales
- Filiales en Asie : Inde, Sri Lanka, Bangladesh.
- Filiales en Afrique (Airtel Africa):

Bharti Airtel est l'un des quatre premiers opérateurs de téléphonie mobile pour le nombre d'abonnés dans le monde avec une présence dans 3 pays d'Asie et 17 pays d'Afrique.
| Pays                                         | Opérateurs                  | Participation | Clients (millions) | Rang        |
| Asie du Sud                                  | Asie du Sud                 | Asie du Sud   | Asie du Sud        | Asie du Sud |
| -------------------------------------------- | --------------------------- | ------------- | ------------------ | ----------- |
| Inde                                         | Bharti Airtel Limited       | 100 %         | 235,34             | 1/11        |
| Bangladesh                                   | Airtel Bangladesh Ltd       | 100 %         | 9,98               | 4/6         |
| Sri Lanka                                    | Bharti Airtel Lanka Ltd     | 100 %         | 1,8                | 5/5         |
| Afrique                                      |                             |               |                    |             |
| Burkina Faso (vendu à Orange en 2016)        | Airtel Burkina Faso         | 100 %         | 4,6                | 2/3         |
| République du Congo                          | Airtel Congo                | 90 %          | 1,9                | 1/3         |
| République démocratique du Congo             | Airtel Congo RDC            | 98,5 %        | 5,0                | 3/9         |
| Gabon                                        | Airtel Gabon SA             | 90 %          | 0,9                | 1/4         |
| Ghana                                        | Airtel Ghana                | 75 %          | 3,4                | 4/6         |
| Kenya                                        | Kenya Airtel                | 90 %          | 5,5                | 2/3         |
| Madagascar                                   | Airtel Madagascar SA        | 100 %         | 2,6                | 3/3         |
| Malawi                                       | Airtel Malawi Limited       | 100 %         | 1,6                | 1/5         |
| Niger                                        | Celtel Niger                | 90 %          | 3,55               | 1/4         |
| Nigeria                                      | Airtel Nigeria              | 100 %         | 25,5               | 2/6         |
| Ouganda                                      | Airtel Uganda Ltd           | 100 %         | 4,6                | 2/7         |
| Rwanda                                       | Airtel Rwanda Ltd           | 100 %         | 0,96               | 3/3         |
| Sierra Leone                                 | Airtel (SL) Limited         | 100 %         | 0,6                | 2/5         |
| Seychelles                                   | Airtel (Seychelles) Limited | 100 %         |                    | 1/2         |
| Tanzanie                                     | Airtel Tanzania             | 60 %          | 9,7                | 2/12        |
| Tchad                                        | Airtel Tchad                | 100 %         | 1,2                | 2/2         |
| Zambie                                       | Airtel Zambia               | 90 %          | 4,04               | 2/3         |
| Europe                                       |                             |               |                    |             |
| Iles Anglo-Normandes                         | Airtel Vodafone             |               |                    |             |
| Source: Airtel Annual Results, Wikipedia(en) |                             |               |                    |             |

- République du Congo

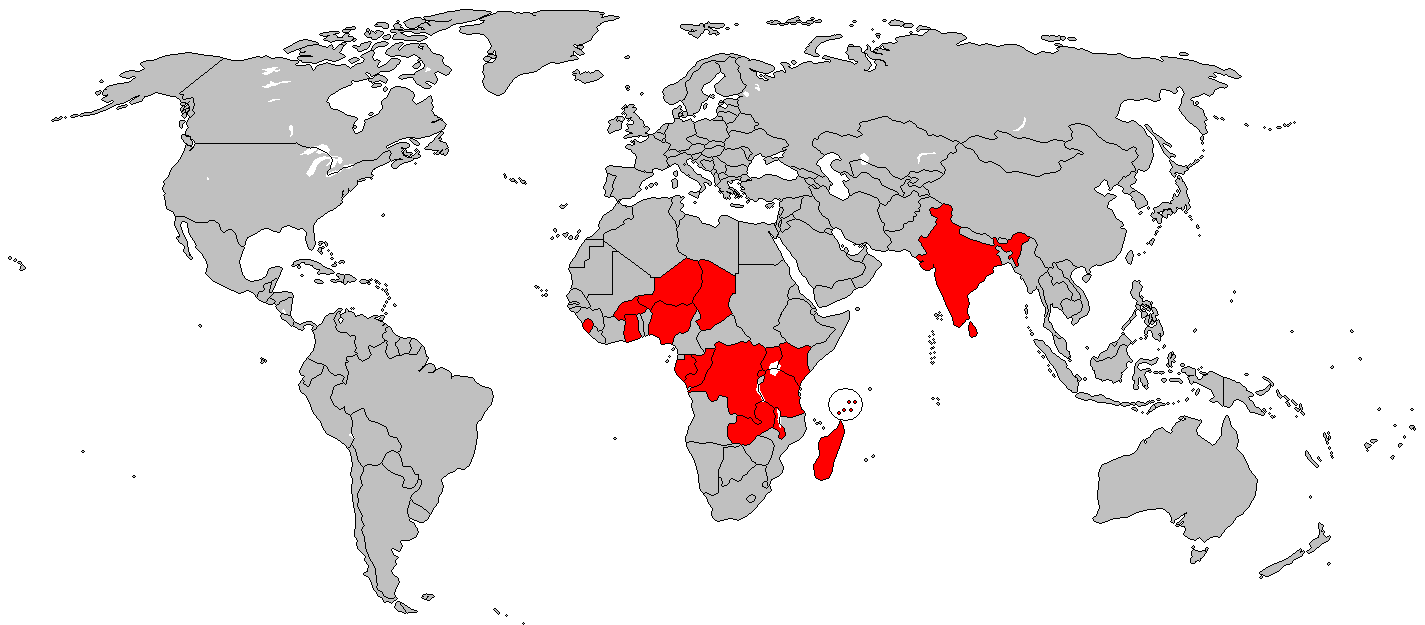
La présence dans le monde

Abonnés par opérateur (en milliers) 
|        | 2010 | 2011 | 2012 | 2013 |
| ------ | ---- | ---- | ---- | ---- |
| MTN    | 1666 | 1672 | 1740 | 1764 |
| Airtel | 1641 | 1680 | 1681 | 1510 |
| Warid  | 411  | 383  | 647  | 1110 |
| Azur   |      | 150  | 215  | 276  |